# Сант'Антиоко (град)
Сант'Антио̀ко (на италиански: Sant'Antioco; на сардински: Santu Antiogu, Санту Антиогу) е пристанищен град и община в Южна Италия, провинция Южна Сардиния, автономен регион и остров Сардиния. Разположен е на 10 m надморска височина. Населението на общината е 11 390 души (към 2013 г.).
Град Сант'Антиоко е най-важният център на остров Сант'Антиоко. Сант'Антиоко е една от двете общини, намиращи се на острова.